# Алагер
Алагер — одна из разновидностей игры в русский бильярд.

## Основные правила
Игра ведётся двумя шарами разного цвета.
Участвовать в игре может неограниченное число игроков, но не меньше двух.
Перед началом партии игроки условливаются до скольких крестов (штрафов) идёт игра. Получивший условленное число крестов выбывает из игры, обычно устанавливается три креста.
При игре более двух игроков для определения, кому и под каким номером играть, проводится жеребьевка.
Первый номер берет один из двух шаров и ставит его на любое место в «доме». Отсюда и производится первый удар. Его цель — как можно ближе поставить свой шар к противоположному короткому борту, чем и затруднить для играющего следующим партнера задачу положить этот шар в лузу.
Второй партнер также ставит уже свой шар на любое место в «доме» и отсюда имеет право играть шар противника. Если он сделает шар первого игрока, то первому игроку ставится крест. Если промажет — крест ставится второму игроку. Также крест ставится за промах или кикс.
Каждый играющий имеет право только на один удар, после которого играет следующий партнер. Однако, можно предложить положить шар вне очереди, обязуясь сыграть его наверняка — в случае неудачи рискнувшему приписывается крест. Если играющий не пожелает дать другому сыграть вне очереди, то он обязан положить этот шар сам. Если не положит — получает крест.
Если играют более двух игроков, то игрок может сыграть за другого —"взять на аферу" (a la faire), и если не сделает шара, получает крест, а если сделает, то его очередь в следующем кругу пропускается.
Партия оканчивается, когда все участники, за исключением одного, получили условленное число крестов и вышли из партии. Партия в «Алагере» может окончиться выигрышем или проигрышем, ничьей быть не может.

### Разновидности
Алагер-американка
Как и в Американке шары можно класть в лузы не только битком, но и любым другим шаром, засчитывается любой из оказавшихся в лузе шаров (даже случайные).
Алагер с контрольным шаром
Отличается тем, что на 2-й точке стола выставляется так называемый контрольный шар. Исходом игры может быть не только выигрыш или проигрыш, но и ничья.
Данный вариант игры приучает попадать в шар от борта, что чрезвычайно важно при игре в Русскую пирамиду.
Алагер по ближайшему
Играется когда на столе не два шара, а больше. Правила в целом аналогичны, но после сделания шара противника следующий удар ведётся по ближайшему, а при равенстве расстояния до нескольких шаров — выбор за игроком.

## Характер и техника игры
Игра скоротечная, случается за партию игроку удаётся сделать всего два-три удара.
А. И. Леман дважды в своей книге подчеркнул, что в Алагере особенное значение имеет удар клапштосс, а также отметил значение резки, заметив, что при если при других играх резка неудобна в том отношении, что, при существовании на бильярде нескольких шаров, довольно трудно определить, где остановится свой шар; то при игре в Алагер, где только два шара — легко предвидеть, где очутится свой шар после удара по другому.

Очень часто приходится слышать замечания, что партии в 2 шара труднее и головоломнее прочих бильярдных партий. Очевидно, что партия в 2 шара труднее лишь для малоопытных игроков, незнакомых с эффектами ударов. Игра à la guerre в кружке хороших знакомых, особенно же — в частном доме, имеет огромную привлекательность. Она жива, наглядна, остроумна; она дает неистощимый материал для веселых шуток. Невольно пожалеешь, что у нас так мало бильярдов в семейных домах.— А.И. Леман — Теория бильярдной игры, 1884

## Дополнительно
Название игры — Алагер — от французского «à la guerre» — как на войне, по-походному. Также встречаются другие транскрипции: алягер, а-лагер, а ла-гер и т. п.
Подробное описание игры, её правил и разновидностей содержится уже в книге 1826 года, но игра указана как «Лагер» с указанием в скобках — De la Guerre. Описание игры с названием «Алагер» содержится в книге 1834 года петербургского игрока и бильярдного фабриканта М. Н. Ерыкалова. В дальнейшем в источниках по игре название указывалось и как Лагер и как Алагер, с середины 19 века название закрепилось за «Алагер». Иногда игру в Алагер называли по-картёжному «пулька».

Упоминания игры в художественной и мемуарной литературе встречаются и раньше: так, например, в журнале «Трутень» за 1770 год есть фраза — «Тут начали играть на бильярде а ла-гер», или в записи за 4 сентября 1830 года в дневнике В. А. Вульфа — «В трактире я нашел всегдашних игроков биллиарда, сражающихся уже в a la guerre (на войне (фр.)».
При малом числе бильярдных столов в трактирах и бильярдных в Российский империи и частых очередях на стол, сложился такой неформальный закон русского бильярда: если в бильярдной компания из не менее чем пяти человек собралась сыграть в Алагер, то занимающие стол должны были его уступить.

## Интересные факты
- Под псевдонимом «Алагер» А. И. Леман опубликовал в 1884 году в журнале «Развлечение» первую часть своей книги «Теория бильярдной игры».[9]
- В рассказе Льва Толстого «Записки маркёра» роковая партия главного героя — Алагер.

## Комментарии
1. ↑  клапштосс – удар кием по центру битка, при чём биток, после соприкосновения с шаром, останавливается (источник определения термина «Клапштосс» — статья «Бильярд» БСЭ, 1927, т. VI)